# 凯氏光肋螺
凯氏光肋螺（学名：Viriola fallax），是异腹足目左锥螺科双肋螺属的一种。主要分布于台湾，常栖息在浅水海域。